# Lehigh Valley Railroad

Verlauf der Lehigh Valley Railroad

Die Lehigh Valley Railroad (LV) war eine US-amerikanische Eisenbahngesellschaft im Nordosten der Vereinigten Staaten. Sitz des Unternehmens war Bethlehem (Pennsylvania). Das rund 2000 km lange Streckennetz befand sich in den Bundesstaaten New Jersey, Pennsylvania und New York. Wichtigstes Transportgut war Anthrazitkohle aus den Appalachen.

## Streckennetz
Das Streckennetz bestand im Groben aus einer Verbindung von Buffalo über Geneva, Ithaca, Sayre, Wilkes-Barre, Jim Thorpe (früher Mauch Chunk), Allentown nach Jersey City und Perth Amboy. Dazu kamen noch einigen Nebenstrecken unter anderem nach Fair Haven am Ontariosee, Camden (New York) und Pottsville.

## Geschichte

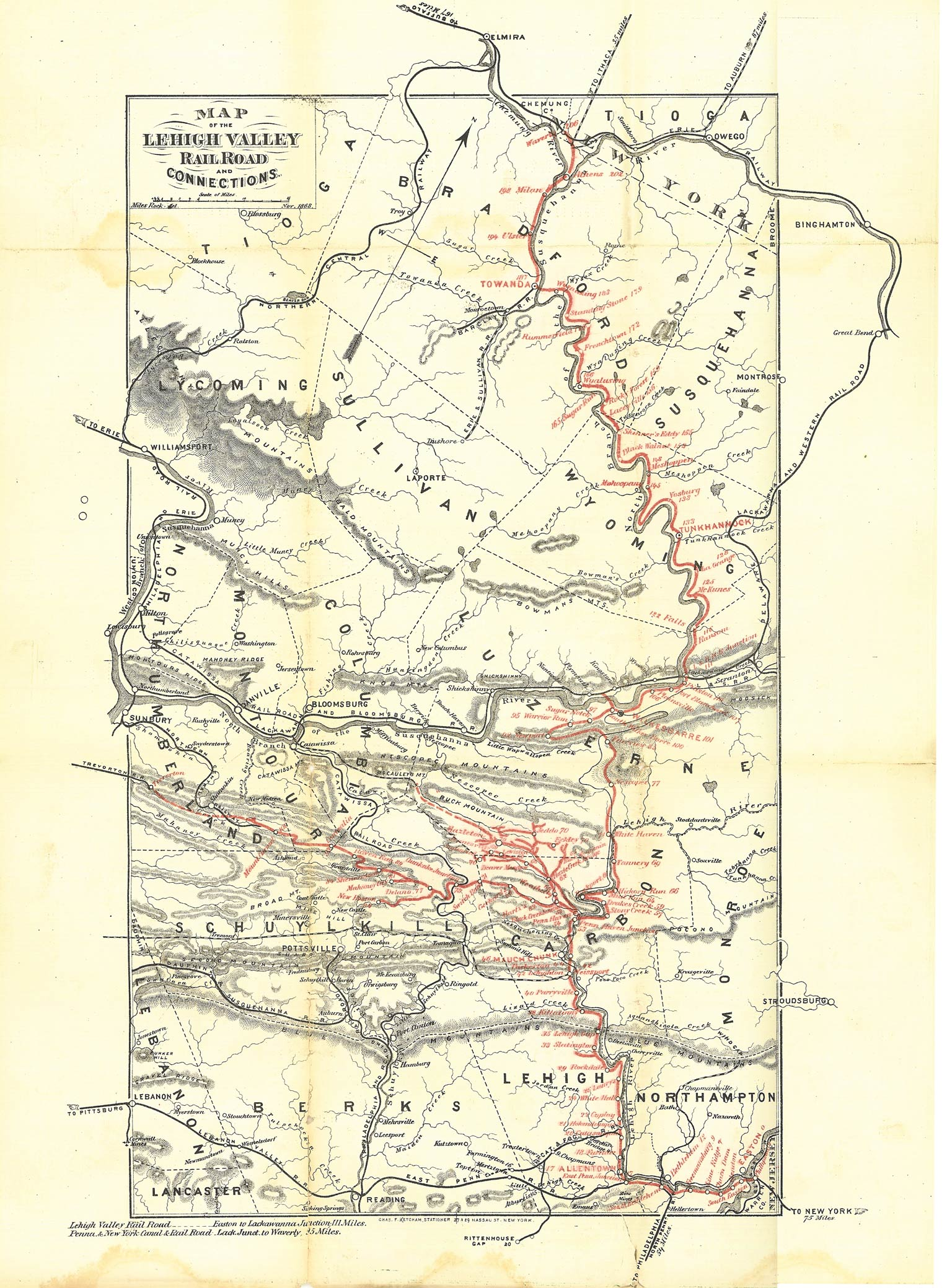
Karte der Lehigh Valley Railroad 1870

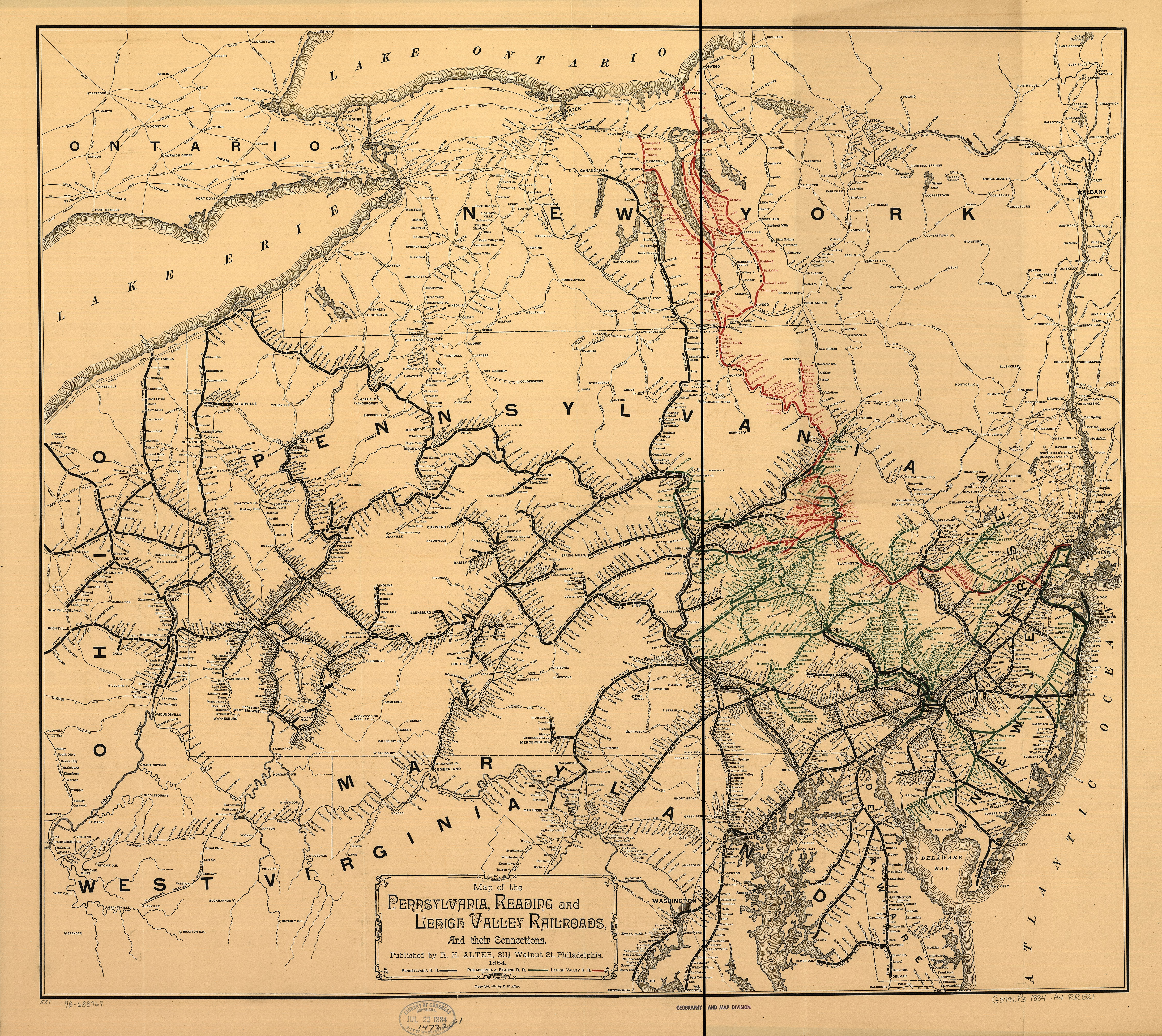
Karte von 1884 mit dem Streckennetz der Lehigh Valley, der Pennsylvania Railroad und der Reading Company

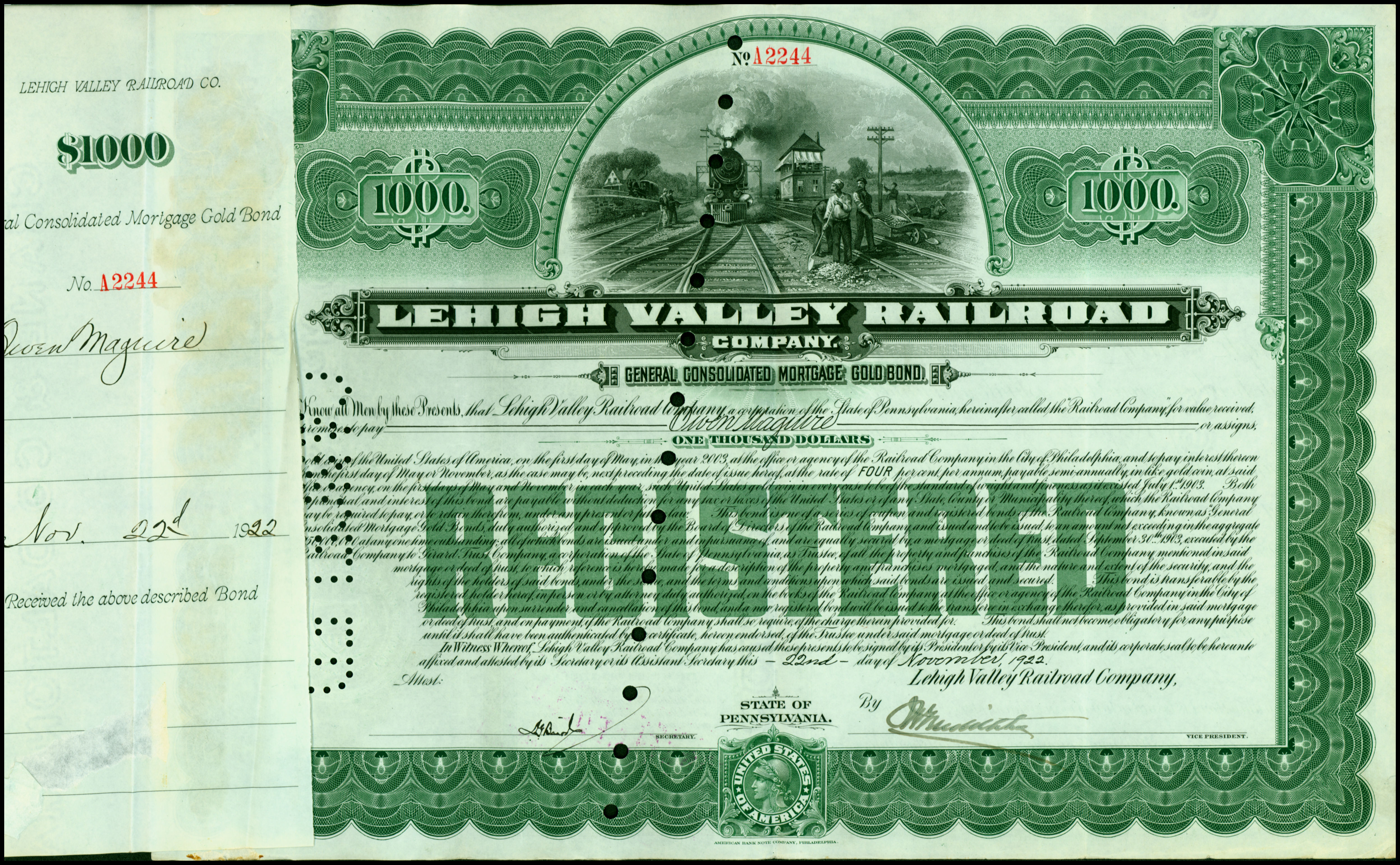
Gold Bond über 1000 $ der Lehigh Valley Railroad Company vom 22. November 1922

Um nicht allein auf den Abtransport der Anthrazitkohle von Mauch Chunk über einen in den 1820er Jahren errichteten Kanal angewiesen zu sein, erfolgt 1846 die Gründung der „Delware, Lehigh, Schuylkill & Susquehanna Railroad“. 1851 begannen die Bauarbeiten, aber erst nach dem Einstieg von Asa Packer als Finanzier und Organisator wurden deutliche Fortschritte beim Bau erzielt. 1855 erfolgte die Eröffnung der Strecke Easton – Mauch Chunk, der seit dem 7. Januar 1853 als „Lehigh Valley Railroad“ bezeichneten Eisenbahngesellschaft im Tal des Lehigh River. In den folgenden Jahren begann sich die Gesellschaft rasch zu entwickeln. Neben dem Bau neuer Strecken wurden auch bestehende Gesellschaften übernommen. 1867 wurde der Bahnanschluss nach Wilkes-Barre fertiggestellt. Bereits zwei Jahre zuvor war durch Asa Packer das Bett eines alten Kanales (North Branch Canal) erworben worden, in dem bis 1869 als „Pennsylvania & New York Canal & Railroad“ (P&NY) eine Bahnstrecke bis Waverly gebaut wurde. Dort bestand Anschluss ans Streckennetz der New York and Erie Railroad. Da die Erie Railroad eine Breitspur von 6 Fuß (1828,8 mm) benutzte, wurde in das Gleis zwischen Waverly und Buffalo eine dritte Schiene eingebaut, um das Umladen der Güter zu vermeiden. In Buffalo errichtete die LV einen eigenen Bahnhof und nahm eine Schifffahrtslinie in Betrieb. Ab 1888 wurde die P&NY von der LV angemietet, später wurde die Gesellschaft ganz übernommen.
Nachdem die in Easton anschließenden Bahnstrecken von den Konkurrenzunternehmen Delaware, Lackawanna and Western Railroad und Central Railroad of New Jersey erworben wurden, kaufte die Gesellschaft den Morris Canal durch New Jersey, um einen eigenen Zugang nach Jersey City zu bekommen. 1875 wurde dann die Strecke bis Perth Amboy und 1899 bis Jersey City fertiggestellt. 1876 erwarb die Lehigh Valley die „Geneva, Ithaca & Sayre Railroad“ und baute von 1890 bis 1892 eine eigene Strecke von Geneva nach Buffalo. Damit endete der Betrieb über die Gleise der Erie Railroad.
1892/1893 wurde durch den Eigentümer der Philadelphia and Reading Archibald A. McLeod eine Allianz mit der Lehigh Valley und weiteren Gesellschaften angestrebt. Als jedoch die Finanziers der Reading J. P. Morgan und Anthony Drexel ihre Unterstützung aufgaben, musste die Reading Konkurs anmelden und die erfolgte Verpachtung der LV an die Reading wieder gelöst werden. J. P. Morgan begann in der Folgezeit, die Lehigh Valley zu unterstützen. Mit seinen Maßnahmen, die erwirtschafteten Gewinne wieder zu investieren, statt als Dividende auszuzahlen, geriet er aber in Konflikt mit den restlichen Aktieninhabern. 1902 musste er deshalb die Kontrolle der Gesellschaft wieder abgeben. In der Folgezeit wurden große Aktienanteile von benachbarten Eisenbahngesellschaften (New York Central; Reading Company; Erie Railroad; Delaware, Lackawanna and Western Railroad; Central Railroad of New Jersey) aufgekauft. Kurz darauf gehörte die Strecke kurzzeitig zum Eisenbahnsystem vom William H. Moore.
In den 1910er Jahren gab es mehrere Ereignisse, die Einfluss auf die Gesellschaft hatte. So kam es 1916 zur Black-Tom-Explosion und 1917 zum gesetzlich verordneten Verkauf der Schifffahrtslinien auf den Großen Seen und den Beteiligungen an Anthrazitminen. Außerdem ging die Anthrazitnachfrage zurück. Nach den Plänen der Interstate Commerce Commission zur Bildung größerer Eisenbahngesellschaften in den 20er Jahren begann der Präsident der Delaware and Hudson Railroad Leonor F. Loree, größere Aktienpakete zu erwerben. Da er jedoch keine beherrschende Mehrheit erhielt, verkaufte er die Aktien später wieder an die Pennsylvania Railroad, die nun 31 % der Gesellschaft besaß. Sie nahm jedoch keinen Einfluss auf die Geschäftspolitik der Lehigh Valley.
Das Streckennetz war in gutem Zustand und auch die Verschuldung niedrig, somit konnte die Bahngesellschaft die Große Depression der 1930er Jahre relativ gut überstehen. Jedoch entstanden durch Steuerforderungen und Anleihenrückzahlungen Schulden gegenüber dem Staat von 8 Millionen Dollar. Die aufkommende Konkurrenz durch den Bau von Highways führte auch bei der Lehigh Valley zu einem Rückgang beim Personen- und Güterverkehr. Die Gesellschaft reagierte mit der Stilllegung unrentabler Nebenstrecken.
Um neue Akzente im Personenverkehr zu schaffen, erhielten Ende der 1930er Jahre Lokomotiven und Wagen nach Plänen des Designers Otto Kuhler stromlinienförmige Verkleidungen. Der Zweite Weltkrieg brachte nochmal ein erhöhtes Transportaufkommen, konnte aber die langjährige Entwicklung nicht aufhalten. 1956 schrieb das Unternehmen zum letzten Mal schwarze Zahlen. 1959 wurde bis auf zwei Züge der gesamte Personenverkehr eingestellt. Die restlichen beiden folgten 1961. Diese Maßnahmen konnten jedoch die wirtschaftliche Situation nicht verbessern. Die Muttergesellschaft Pennsylvania Railroad kaufte alle noch verfügbaren Aktien auf, um ihre bisherigen Investition zu erhalten. Weitere Einsparmaßnahmen neben Streckenstilllegungen waren der Rückbau zweiter Streckengleise sowie die Zusammenlegung der Strecke mit der Central Railroad of New Jersey zwischen Wilkes-Barre und Easton. 1972 übernahm die LV den Betrieb der Strecken der CNJ in Pennsylvania.
Im Rahmen der Fusion zur Penn Central war vorgesehen, dass die Lehigh Valley durch die Norfolk and Western Railway und die Chesapeake and Ohio Railway erworben werden sollte. Diese hatten jedoch kein Interesse. Nachdem die Penn Central 1970 Konkurs anmelden musste, folgte die LV am 24. Juni 1970 ebenfalls ins Konkursverfahren. Am 1. April 1976 wurde der größte Teil des Streckennetzes von Conrail übernommen.
Seit der Aufteilung von Conrail im Jahr 1999 wird die frühere Hauptstrecke der Lehigh Valley Railroad in Pennsylvania und im Nordwesten von New Jersey von der Norfolk Southern Railway betrieben, der übrige Abschnitt in New Jersey durch die Conrail Shared Assets Operations. Die Lehigh Valley Railroad-Strecken im Bundesstaat New York waren hingegen nach 1976 teils stillgelegt worden, teils an regionale Bahngesellschaften wie die Finger Lakes Railway oder die Ithaca Central Railroad übergegangen.

### Präsidenten der Lehigh Valley Railroad
- James M. Porter (21. Oktober 1847 – Januar 1856)
- William Longstreth (Januar – Mai 1856)
- J. Gillingham Fell (Mai – August 1862)
- Asa Packer (August 1862 – Juli 1864)
- William Longstreth (25. Juli 1864–1868)
- Asa Packer (1868 – 17. Mai 1879)
- Charles Hartshorne (1879–1882)
- Harry E. Packer (1882 – Januar 1884)
- Elisha Packer Wilbur (Januar 1884 – Juli 1897)
- W. Alfred Walter (Juli 1897 – Dezember 1902)
- Eben B. Thomas (Dezember 1902–1917)
- Edward E. Loomis (21. Februar 1917 bis 5. Mai 1937)
- Duncan J. Kerr (Mai 1937 – April 1939)
- R. W. Barrett (Mai – August 1939)
- Albert N. Williams (August 1939 – Juli 1941)
- Revelle Brown (9. Juli 1941 – Juni 1944)
- Felix R. Gerard (28. Juni 1944 bis 25. April 1947)
- Cedric A. Major (April 1947 bis 28. April 1960)
- C. W. Baker (April 1960 – Juni 1960)
- Colby M. Chester (Juni 1960 – Mai 1962)
- Allen J. Greenough (23. Mai 1962 – Oktober 1965)
- John F. Nash (28. Oktober 1965 – Dezember 1974), ab 12. August 1970 als Treuhänder
- Robert Halderman (12. August 1970 – 1. April 1976) als Treuhänder

## Fahrzeuge

### Dampflokomotiven
Da die Strecken der Lehigh Valley nur Steigungen bis maximal 1,81 Prozent aufwiesen, mussten die Lokomotiven nicht so zugkräftig ausgelegt werden wie bei anderen Gesellschaften.
Bekannt wurde die LV durch die Einführung neuer Lokomotivbauarten. Im Jahr 1866 konstruierte der Cheftechniker der im gleichen Jahr übernommenen „Lehigh & Mahanoy Railroad“ eine 1’D-Güterzuglokomotive und gab ihr den Namen „Consolidation“. Damit war die Standardbezeichnung für Lokomotiven mit einer solchen Bauweise geboren. Später kamen dann noch Lokomotiven der Bauarten 2’D und 1’E dazu.
Nach der Jahrhundertwende beschaffte die Bahngesellschaft Lokomotiven mit zusätzlichen Schleppachsen. Da zu dieser Zeit wegen der Feuerung mit Anthrazit noch Camelbacklokomotiven beschafft wurden, waren bei der Lehigh Valley als einziger Gesellschaft solche Lokomotiven mit den Achsfolgen 1’C1’ (Prairie), 1’D1’ (Mikado) und 2’C1’ (Pacific) im Bestand. Ab 1910 wurde die Camelback-Bauweise aufgegeben und entsprechend den Einsatzzwecken Lokomotiven beschafft: 1’D1’ für schwere Güterzüge, 2’C1’ für Personen- und leichte Güterzüge, 2’C für Nebenstrecken und D für Rangierarbeiten.
Am 14. September 1951 fuhr eine Mikado der Baureihe N-4 den letzten regulären Dampfeinsatz.

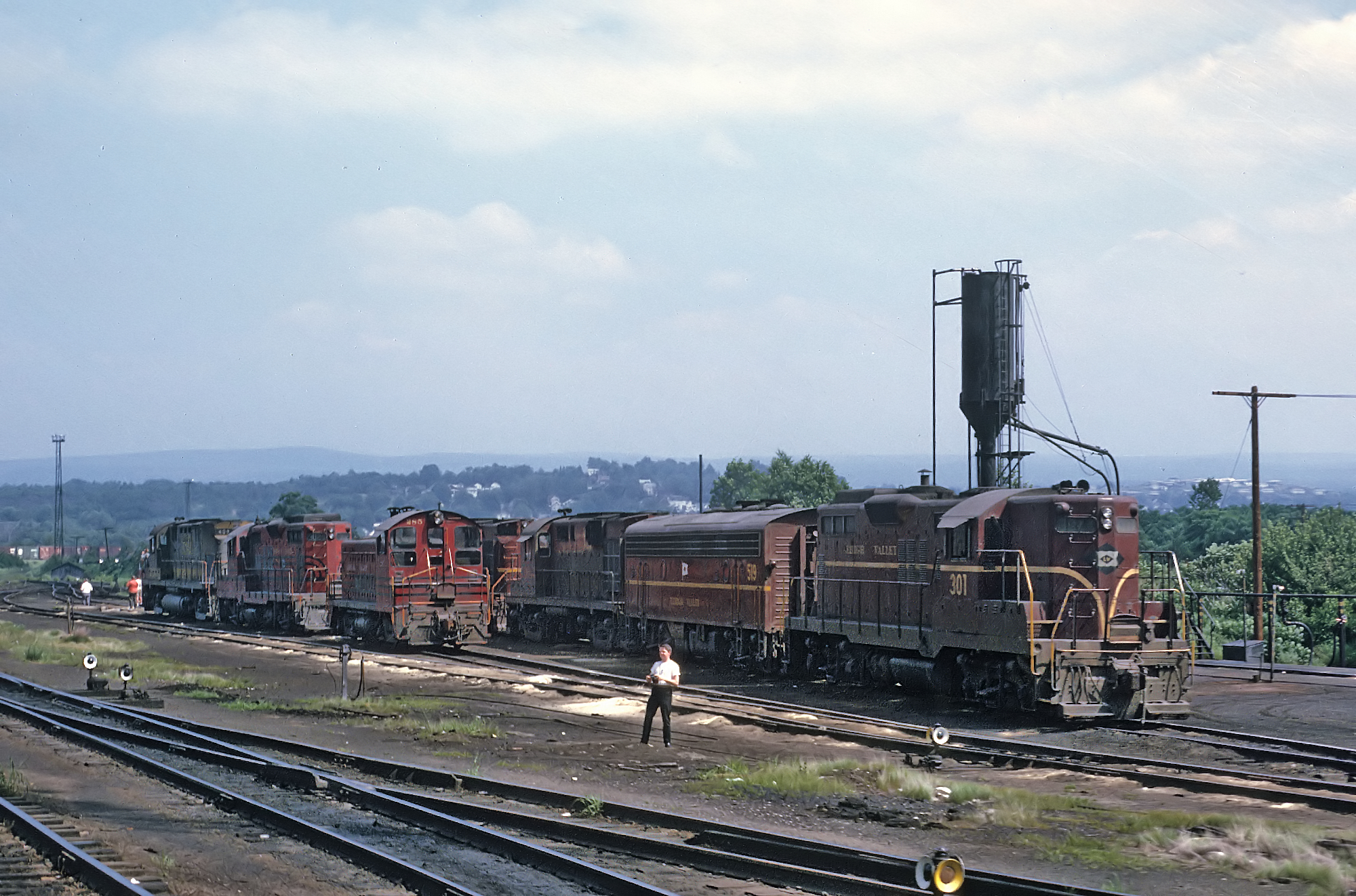
Lehigh Valley Railroad-Diesellokomotiven, 1969

### Diesellokomotiven
Die ersten Diesellokomotiven wurden 1929 für den Rangierdienst beschafft. 1937 erfolgte die Beschaffung weitere Lokomotiven. 1945 wurden die ersten Lokomotiven der Baureihe EMD FT geordert.
Neben Lokomotiven von EMD der Baureihen F3A/B, F7A/B, SW1 und SW8 kamen vor allem auch Diesellokomotiven von ALCO aus den Baureihen RS2, C420, FA/FB, PA und C628 sowie Baldwin-Lima (BLW) S-12 zum Einsatz.